# Ledyard (Connecticut)
Ledyard ist eine Stadt im New London County im US-Bundesstaat Connecticut in den Vereinigten Staaten. 

## Söhne und Töchter der Stadt
- Samuel Seabury (1729–1796), erster Bischof der Episcopal-Kirche in den USA
- Frederick Ayer (1822–1918), Unternehmer und Investor
- William Larrabee (1832–1912), Politiker; Gouverneur von Iowa
- Leslie Holdridge (1907–1999), Botaniker und Klimatologe sowie Tropenwaldforscher